# Oscar Hiljemark
Oscar Hiljemark (* 28. června 1992, Gislaved, Örebro, Švédsko) je švédský fotbalový záložník a reprezentant, který v současné době hraje v nizozemském klubu PSV Eindhoven.

## Reprezentační kariéra
Hiljemark nastupoval za švédské mládežnické reprezentace.
Trenér Håkan Ericson jej nominoval na Mistrovství Evropy hráčů do 21 let 2015 konané v Praze, Olomouci a Uherském Hradišti, kde získal se švédským týmem zlaté medaile. Na turnaji byl kapitánem týmu.
Od roku 2012 nastupuje ve švédské fotbalové reprezentaci. Debutoval 18. ledna 2012 v přátelském utkání v Dauhá s domácím týmem Kataru (výhra 2:0). Při svém debutu si otevřel v národním týmu střelecký účet, zvyšoval na konečných 2:0.